# Toot Baldon
Toot Baldon is een civil parish in het bestuurlijke gebied South Oxfordshire, in het Engelse graafschap Oxfordshire met 148 inwoners.

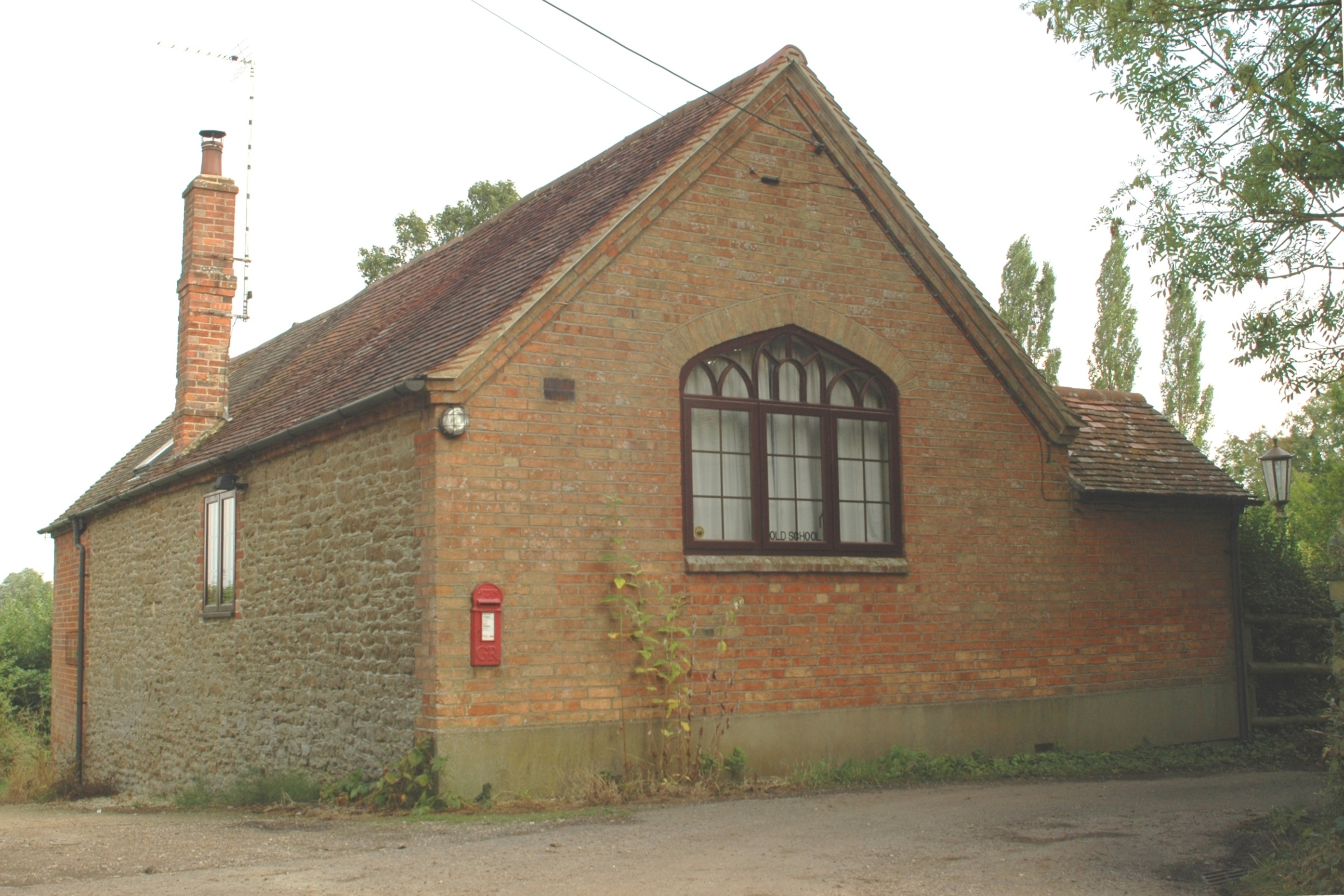
School in Toot Baldon